# Talloires
Talloires è un comune francese soppresso e frazione del dipartimento dell'Alta Savoia della regione dell'Alvernia-Rodano-Alpi. Dal 1º gennaio 2016 si è fuso con il comune di Montmin per formare il nuovo comune di Talloires-Montmin.
Si trova sulle rive del Lago di Annecy.

## Società

### Evoluzione demografica
Abitanti censiti